# Шуст Роман Мар'янович
Роман Мар'янович Шуст (нар. 17 січня 1959, Судова Вишня, Львівська область, УРСР) — український історик і нумізмат. Багаторічний декан історичного факультету Львівського університету. Кандидат історичних наук (1988). Батько футболіста Богдана Шуста. Заслужений професор Львівського університету (2019).

## Біографія
Народився 17 січня 1959 року у місті Судова Вишня Мостиського району Львівської області у сім'ї робітників.
У 1976 році закінчив Судововишнянську середню школу. Протягом 1977–1982 років навчався на історичному факультеті Львівського університету. У 1982–1985 роках — учитель історії Хоросницької восьмирічної та Судововишнянської середньої школи Мостиського району Львівської області.
Протягом 1985–1988 років — в аспірантурі Львівського університету. У 1988 році захистив кандидатську дисертацію на тему «Грошове господарство південно-східних воєводств Речі Посполитої (XVI-перша половина XVII ст.)» (керівник — професор Юрій Гроссман). З 1988 року — асистент, з 1991 — доцент кафедри історії та етнографії України. З 1994 до лютого 2019 — декан історичного факультету Львівського університету, з 1995 року — водночас завідувач кафедри давньої історії України та спеціальних історичних дисциплін.
Проходив стажування в Торонтському (Канада), Центрально-Європейському (Угорщина), Вроцлавському та Варшавському (Польща) університетах. Член спеціалізованої ради з захисту кандидатських дисертацій при Львівському університеті. Співавтор ряду історичних довідників і праць.
Сфера наукових інтересів: нумізматика, історія монетного карбування та грошового обігу.

## Роботи
Вибрані роботи Романа Шуста:
- Довідник з історії України. В 3-х т. — Київ, 1993—1999 (співавтор).
- Нумізматика українських земель. Анотований бібліографічний показник. — Львів, 1998.
- Нумізматика. Довідник. — Тернопіль, 1998 (співавтор).
- Структура грошового ринку та особливості лічби монет на західноукраїнських землях у XVI ст. // Вісник Львівського університету. Серія історична. — Вип. 32. — Львів, 1997. — С. 23-42.
- Львівський монетний двір в середині XVII cт.: функціонування і типологізація продукції // Вісник Львівського університету. Серія історична. — Вип. 33. — Львів, 1998. — С. 66-79.
- Нумізматична наука у Львівському університеті (кінець XVIII-середина ХІХ ст.) // Вісник Львівського університету. Серія історична. Спеціальний вісник. Львів: місто-суспільство-культура. — Львів, 1999. — С. 249—258.
- Почин українського державного парламентаризму // Український парламентаризм: історія і сучасність. — Київ, 1998. — С. 15-21
- Львівський монетний двір у 1656—1663 рр. // Mennice między Bałtykiem a Morzem Czarnym — wspólnota dziejów. — Supraśl. Warszawa, 1998. — S.143-152.
- Bicie monet we Lwowie w drugiej połowie XIV i pierwszej ćwierci XV wieku // Moneta i mennictwo w Małopolsce i krajach sasiednich. — Sanok, 2000. — S.16-29.
- Львів'яни і Замойська Академія у XVII—XVIII ст. // W kregu akademickiego Zamoscia. — Lublin, 1996. — S. 249—257.
- The training of history teachers in Ukraine // The initial and in-service training of history teachers in European countries in democratic transition. — Strasburg, 1997. — P. 10-11.
- Грошовий обіг на Волині у XIV—XVII ст. (за матеріалами монетних скарбів у фондах Державного історико-культурного заповідника міста Острог Рівненської області) // Вісник Львівського університету. Серія історична. — Львів, 2005. — Вип.39–40. — С. 529—546. [співавтор О. Позіховський].
- Що носили в гаманцях козаки війська Богдана Хмельницького? // Грошовий обіг і банківська справа в Україні: минуле та сучасність. Матеріали міжнар. наук.конф. «Грошовий обіг і банківська справа в Україні: минуле та сучасність» 14-15 травня.2004. Львів, 2005. — С.213-221.
- Львів нумізматичний: історичні нариси [продовження] // Львівські нумізматичні записки. — 2005. — № 2. — С. 30–39.
- Монетний ринок Львова у першій половині XVII ст. // Lwów: miasto-społeczeństwo-kultura. T. V. Ludzie Lwowa / Akademia Pedagogiczna im. Komisji Edukacji Narodowej w Krakowie. Prace Monograficzne nr 430; ред. К. Карольчак. — Kraków: Wydawnictwo Naukowe Akademii Pedagogicznej, 2005. — S. 273—296.
- Слово про Вчителя // Археологічні дослідження Львівського університету. — Вип. 8. — Львів, 2005. — С. 405—407.
- Еволюція монетного господарства Львова в XVI ст. //Записки Наукового товариства імені Шевченка. Т. CCLII. Праці Комісії спеціальних (допоміжних) історичних дисциплін. — Львів, 2006. — С. 68-81.
- Нумізматичні пам'ятки середньовічного Львова (монетні знахідки виявлені під час археологічних досліджень у 1992 р.) // Львівські нумізматичні записки. — 2006. — № 3. — С. 43–48. [співавтор Петегирич В.].
- Шестигрошовики Яна ІІ Казимира, карбовані у Львові у 1660—1663 роках // Львівські нумізматичні записки. — 2006. — № 3. — С. 19–22. [співавтор А. Крижанівський].
- Нумізматика: історія грошового обігу та монетної справи в Україні: навчальний посібник. — Київ: Знання, 2007 . — 371 с. : іл.
- Світова історія: ХХ століття: енциклопедичний словник / Інститут історичних досліджень, Львівський національний університет ім. Івана Франка; за редакцією Ігоря Підкови та Романа Шуста. — Львів: Літопис, 2008. — 974 с.